# Соха (орудие)

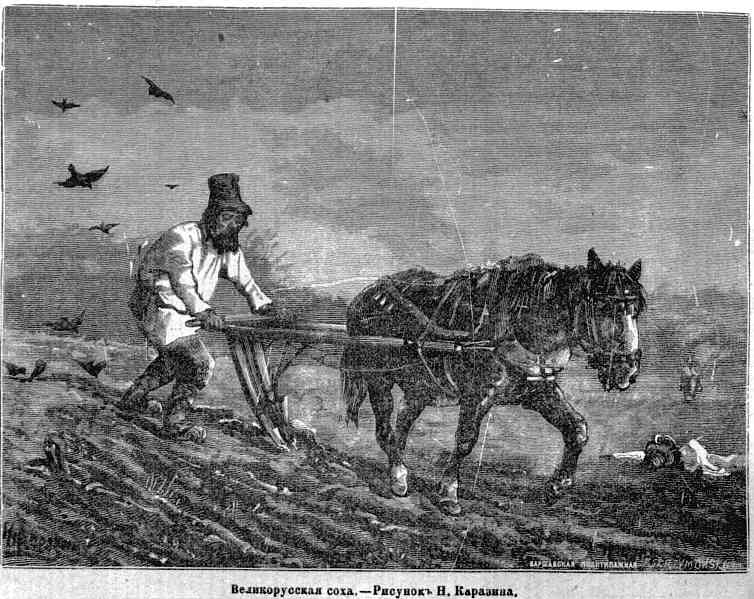
Изображение «Великорусская соха» из книги 1899 года, художник Н. Н. Каразин

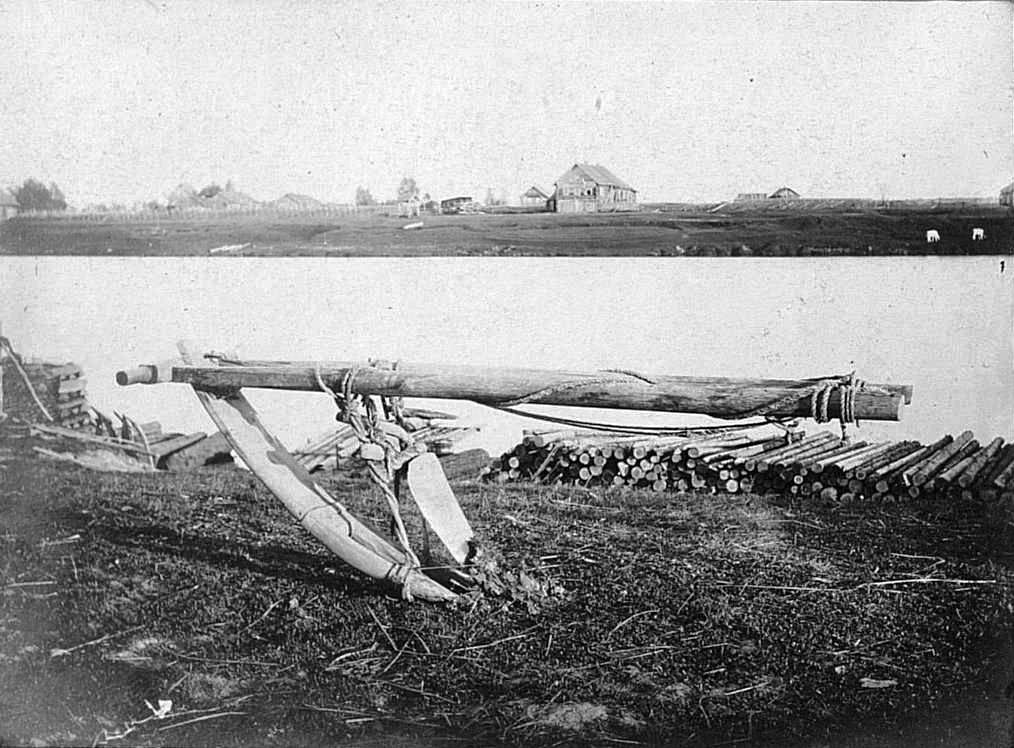
Олонецкая губерния, 1899

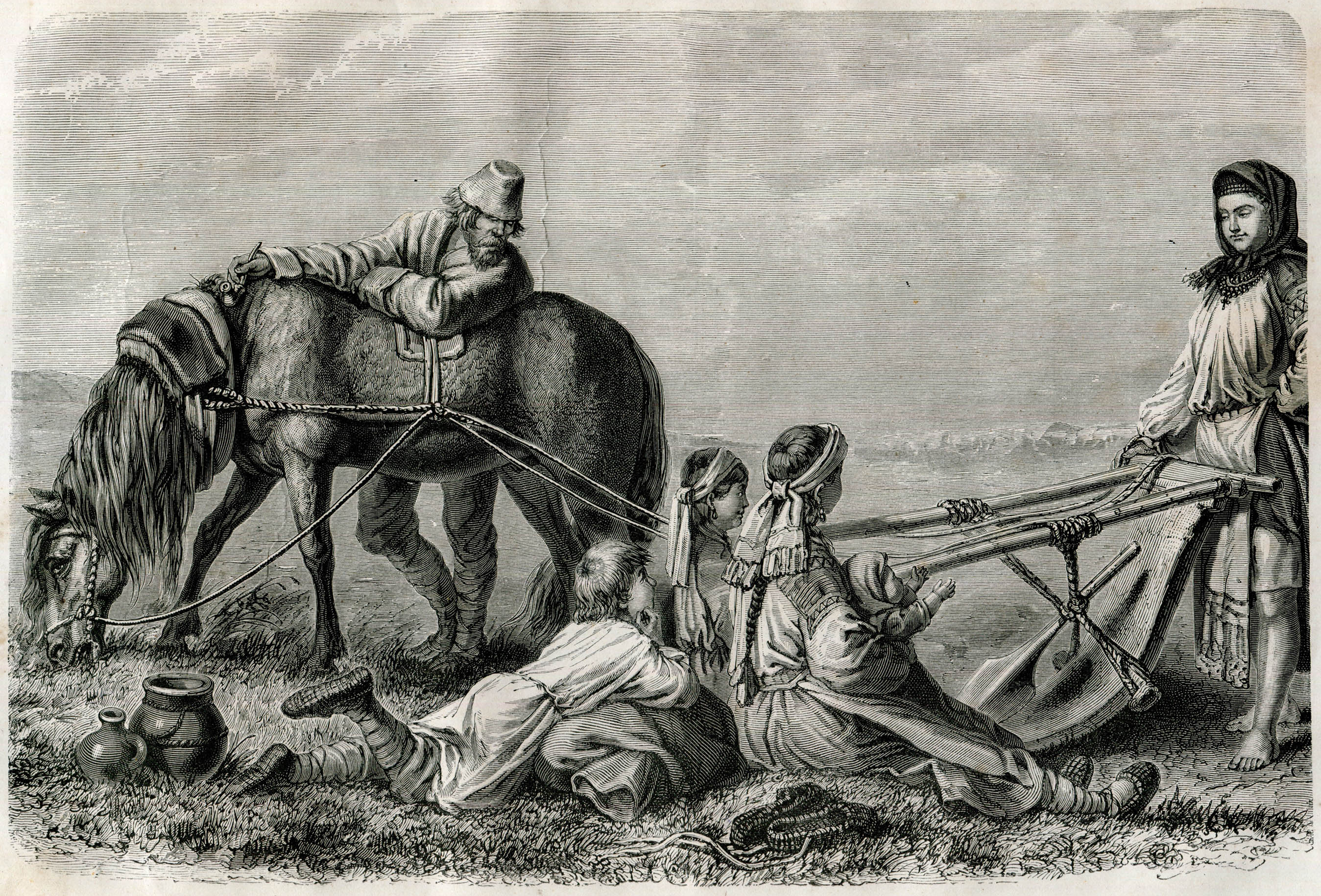
Изображение «Аратыя ў Смаленскай губэрні» из книги 1882 года

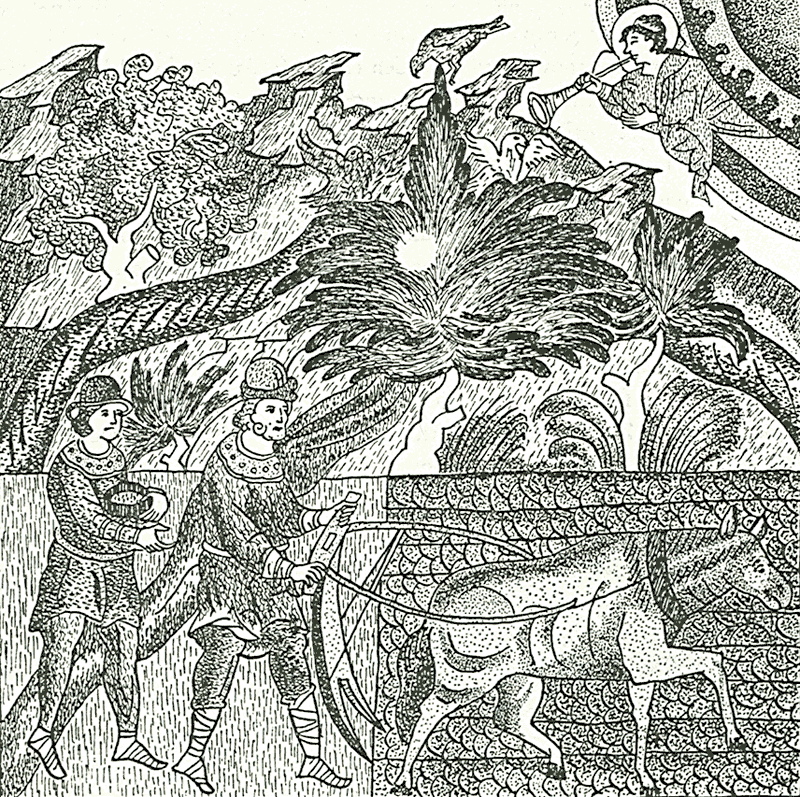
Миниатюра «Пахарь и сеятель», XVI век

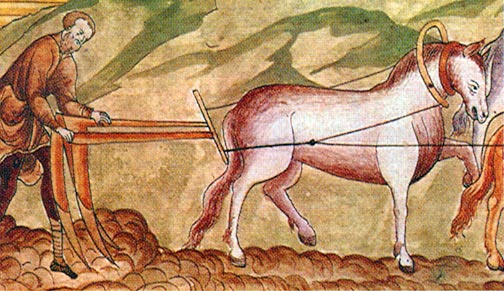
Фрагмент миниатюры «Житие Сергия Радонежского», XVI век

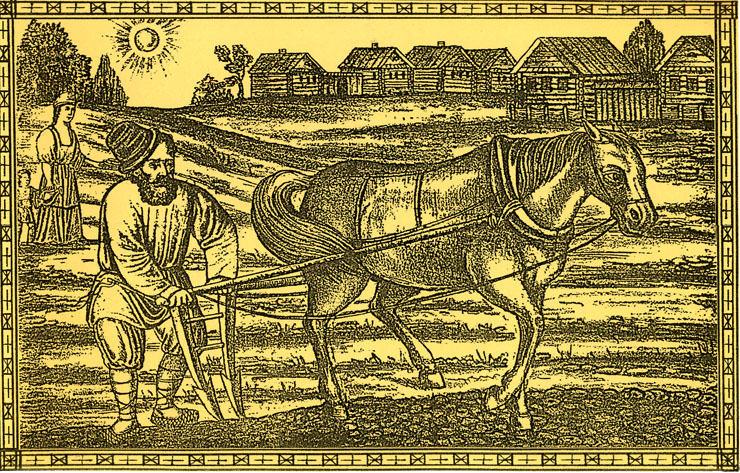
Фрагмент изображения «Песня пахаря», 1881

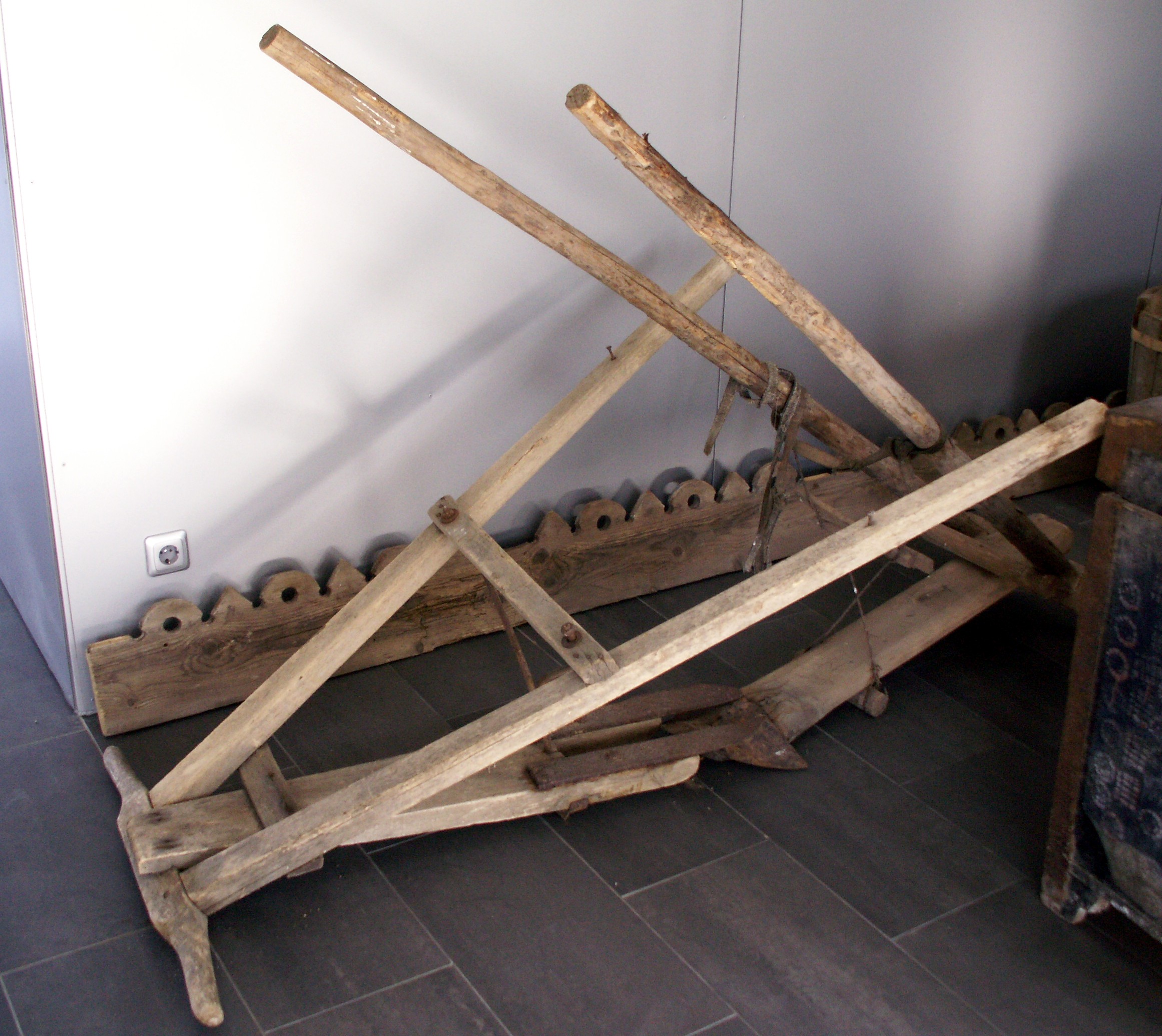
Экспонат Литовского этнокосмологического музея

Соха́ (от праславянского означающего сук, кол, дерево с развилкой) — тягловое ручное пахотное орудие для обработки почвы в лесной зоне, распространённое преимущественно у славянских народов в Восточной Европе и России. Происходит от рала с высоким приложением тягловой силы.

## История
Возникновение сохи связано с формированием подсечно-огневого земледелия в лесной зоне, когда было достаточно поверхностного рыхления почвы без оборота пласта дернины. Возможно, схожее орудие, но полностью деревянное, было известно ранее и у других народов. На возникновение сохи могла оказать влияние и используемая до неё борона-суковатка, представляющая собой обрубленную сучковатую вершину ели.
Письменные упоминания сохи начинаются с рубежа XIII—XIV веков, а найденные сошники при археологических раскопках в Старой Ладоге и Ош-Пандо датируются VII—VIII веками, также сошники находили в Новгороде.
Соха оставалась основным почвообрабатывающим орудием до замены плугом в конце XIX века, в некоторых местностях, к примеру, в России частично и в начале XX века (к 1928 году в СССР насчитывалось около 4,6 миллиона сох), в Южной и Передней Азии использовалась ещё и в середине XX века.
Соха — штучное изделие, которое каждый крестьянин делал на собственном дворе исходя из своих возможностей и потребностей. Была пословица: «Соха на соху, пашня на пашню, лошадь на лошадь, лето на лето не похожи».
С сохой также связано посошное налоогобложение (сбор подати) на Руси в XIII — XVII веках, заменённое в дальнейшем на поплужное.

## Устройство
Сохи имели относительно разнообразное строение в дополнительных деталях, но общее оставалось единым и включали (на примере двузубой сохи XIX века):
- рассо́ха (рогаль, лемешница) — основная часть сохи, представляет собой деревянную слегка изогнутую цельную дощечку, раздваивающуюся (у двузубых сох) к нижнему торцу (может состоять из двух брусков), или брус, суживающийся книзу (казачка). Сверху к рассохе крепятся 2 поперечных бруска, снизу на концы (рожки) крепятся сошники;
- сошни́к (1 или более, чаще 2, у косули — лемех) — железные наконечники снизу в форме прямоугольного треугольника для подрезания почвы. Длинные, долотообразные при обработке тяжёлых глинистых почв, плоские и широкие для обработки лёгких почв. Трубчатой частью прикрепляются к рассохе, в горизонтальном направлении образуя между собой небольшой угол и желобок. Могут быть асимметричные, к примеру у тверской сохи один сошник устанавливался вертикально. На паловых сохах устанавливались более горизонтально для мелкого поверхностного рыхления из-за корней деревьев;
- пали́ца (присох, приполка) — деталь у некоторых сох в форме небольшой лопатки, расположенная над сошниками, своеобразный прообраз плужного отвала. Крепился на один из сошников, у некоторых сох мог переставляться с одного сошника на другой для смены направления отваливания (без переворачивания) почвы. Сохи без палицы отваливали почву одновременно в обе стороны;
- о́бжи (оглобли) — парная деталь, для запряжения сохи к тягловому животному, крепились к поперечным брускам прикрепляемым в верхней части рассохи;
- приту́жина (подвой) — бечева, которой крепилась рассоха к обжам, позволяли также при изменении натяжения слегка регулировать глубину вспахивания. Также при помощи подвоя, посредством коречника крепилась палица;
- рукоять — для удержания и регулирования хода сохи пахарем; они имели вариации своей формы. Обычно создавались обточкой концов одного из брусков, прикреплённых к верхнему торцу рассохи.

Иногда могла дополняться ножом (отрезом), как у плуга.
Главное отличие от плуга в том, что соха не переворачивала пласт земли, а лишь отваливала его в сторону. По сравнению с плугом соха требовала при пахоте меньшего тягового усилия лошади, но бо́льших физических усилий и мастерства от пахаря. Глубина обработки почвы сохой — до 12 см. Соха использовалась для пахоты подзолистых почв в зоне хвойных и смешанных лесов, толщина плодородного слоя которых в начале XX века редко достигала 15 см.
К недостаткам сохи можно отнести:
- неустойчивость, требующая приложения больших физических сил при вспахивании;
- разбалтываемость конструкции;
- набухание деревянных частей от влаги и рассыхание в сухую погоду;
- борозда в поперечном профиле неодинаковой глубины с не вспаханными участками;
- не регулируется ширина и глубина борозд.

Преимуществами являются дешевизна, относительная простота и доступность материалов при изготовлении, высокая маневренность при засорённости поля камнями и пнями.

## Разновидности

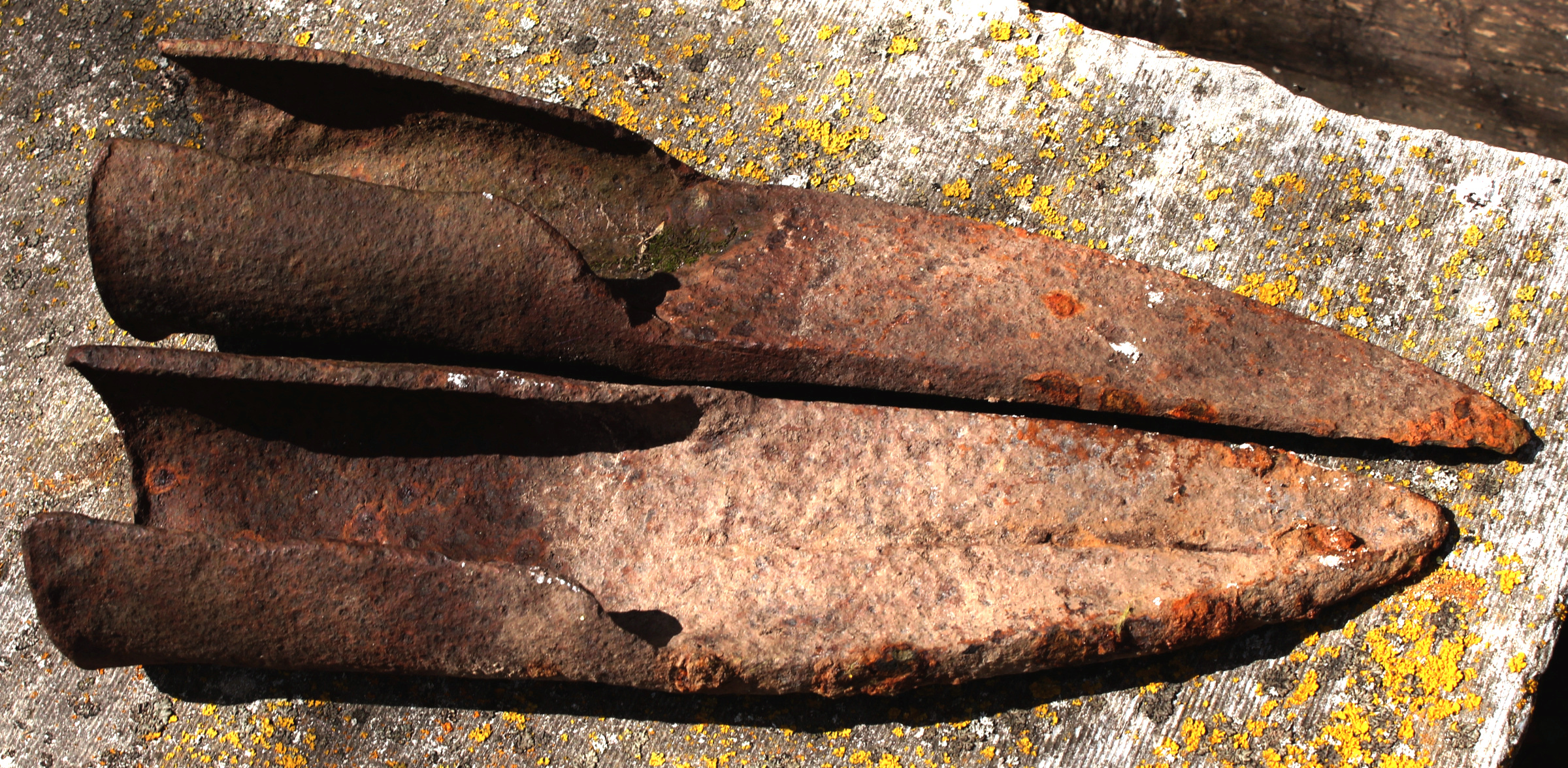
Сошники сохи

В ходе исторического развития человечества соха претерпевала ряд изменений, также имелись отличия у сох распространённых в разных местностях, к примеру были великорусские (обыкновенные), литовские, тверские, вятские, сибирские, конгурские и так далее.
Так, вначале сохи были многозубые, потом трезубые и наибольшее распространение получили двузубые. В дальнейшем, под влиянием используемого уже к тому времени сабана в более южных районах, из сохи сформировалась однозубая косуля, имеющая уже небольшой полоз, резец, односторонний отвал, и представляющая собой переходное орудие от сохи к плугу.
В зависимости от конструкции сохи были варианты:
- паловая (огнищевая, черкуша, цапулька) — рассоха в вертикальном положении, для неглубокой вспашки;
- с короткой, практический горизонтальной рассохой;
- с поли́цей (лопатка на сошнике):

перекладная;
односторонка;
- двухрядная (нолинского и вятского типа);
- однорядная.

В конце XX века соху стали делать полностью из металла. Соху продолжают использовать[кто?][где?] при посадке картофеля, обработке междурядий и других работах на приусадебных участках.
В лесостепной зоне Украины использовалась соха-рогач с горизонтальным расположением сошников, а в степных районах Сибири — колёсная соха. Косуля получила распространение сначала на плодородных почвах Владимирской губернии («Ополье»).

## В литературе
Соха упоминается в некоторых стихах:

Я мужык-беларус, —
Пан сахі і касы;
...
Сошку з вышак сьцягнуў,
Кабылічку ўшчаміў,
Плечы трохі прыгнуў, —
Лес на пахань зрабіў! ...— «Вершы», 1905-1907 (бел.). И. Д. Луцевич

Ты, соха ли, наша матушка,
Горькой бѣдности помощница,
Неизмѣнная кормилица,
Вѣковѣчная работница!
По твоей ли, соха, милости
Съ хлѣбомъ гумны пораздвинуты,
Сыты злые, сыты добрые,
По полямъ ковры раскинуты? ...— «Соха», 1857 (рус.орф.). И. С. Никитин
Упоминалась в поговорке «На Егорья выезжает ленивая соха».